# Église Saint-Martin de Bonneuil-sur-Marne
Pour les articles homonymes, voir Église Notre-Dame.
L'église Saint-Martin de Bonneuil-sur-Marne est une église paroissiale située dans la commune de Bonneuil-sur-Marne.

## Historique

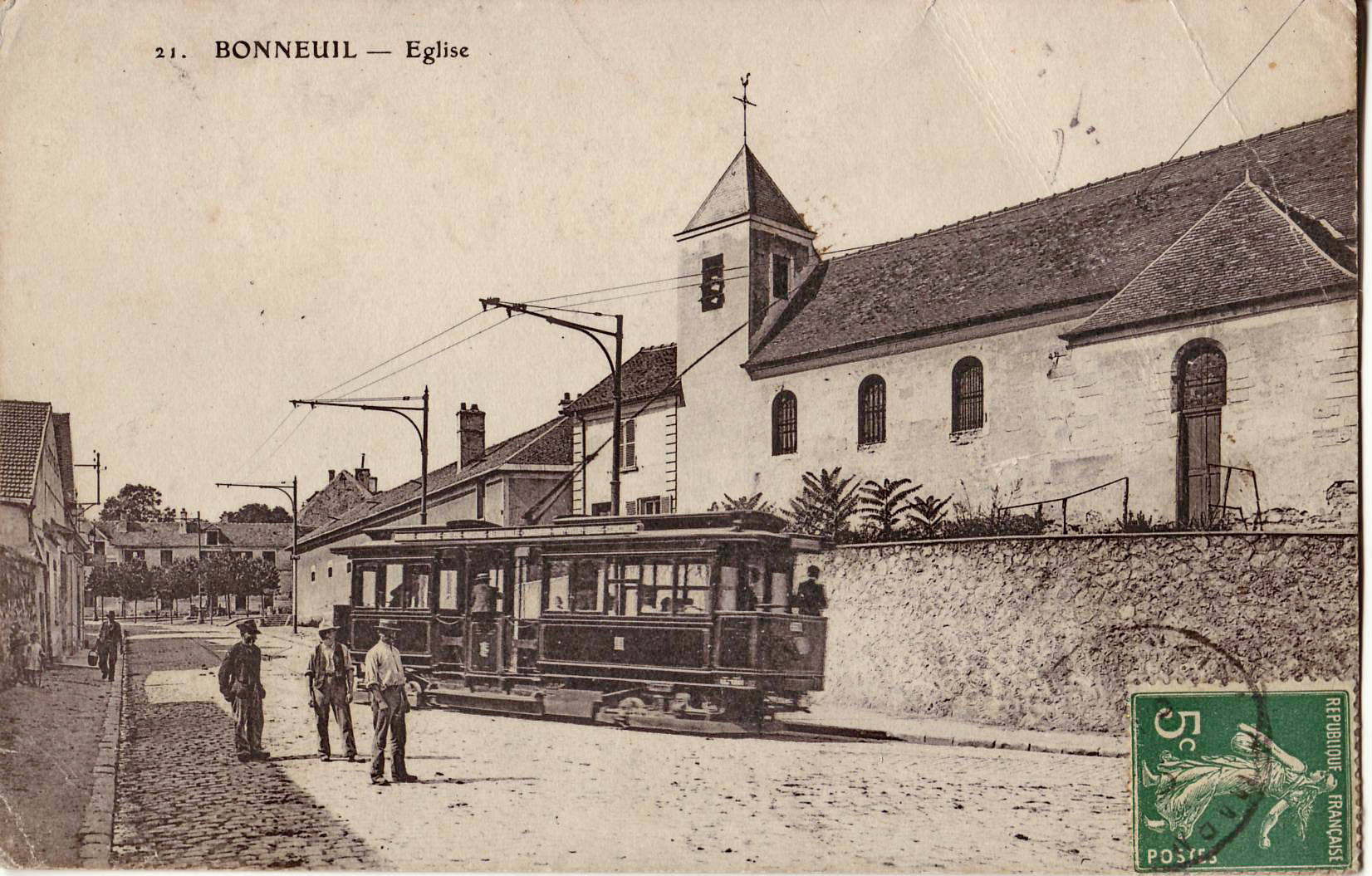
L'église de Bonneuil, vers 1900.

Le chœur du bâtiment daterait de la fin du XIIIe siècle ou du début du XIVe siècle, et a été remanié au XVIe siècle.
Dans une chapelle latérale, il y avait autrefois 17 cercueils de plomb, qui furent enlevés et fondus en 1793.
Elle est lourdement endommagée pendant la guerre de 1870, puis restaurée à partir de 1874.

## Description
Elle est ornée de vitraux dans le style des années 1960.